# Erateina zoraidina
Erateina zoraidina är en fjärilsart som beskrevs av Max Joseph Bastelberger 1908. Erateina zoraidina ingår i släktet Erateina och familjen mätare. Inga underarter finns listade i Catalogue of Life.